# Купалино (Ярославская область)
Купа́лино — деревня Ломовского сельского округа в Октябрьском сельском поселении Рыбинского района Ярославской области.
Деревня расположена к северо-востоку от автомобильной дороги P151 Ярославль-Рыбинск, между этой дорогой и правым высоким берегом реки Волги, в юго-восточной части поселения и Рыбинского района. Деревня стоит на левом берегу глубокого (обрыв высотой 10 м) оврага, выходящего к волжскому берегу. В овраге протекает ручей на современных топокартах не названный, а на плане Генерального межевания Борисоглебского уезда 1792 года названный речка Плесна. На противоположной правой стороне оврага стоит деревня Дьяковское. На окраине Дьковского расположена церковь Благовещенья. Выше по течению Плесны находилась ныне разрушенная деревянная церковь Никольская на Плясне. Откуда можно заключить, что старинное название ручья — Плясна или Плесна. К юго-западу от Купалино, практически вплотную, выше по течению ручья стоит крупная деревня, фактически посёлок Дюдьково, в нём имеются многоквартирные благоустроенные дома и другие элементы инфраструктуры: средняя школа, медицинская амбулатория, отделение сбербанка, почта.
Деревня Купалина указана на плане Генерального межевания Борисоглебского уезда 1792 года. По сведениям 1859 года деревня Купалино относилась к Романово-Борисоглебскому уезду.
На 1 января 2007 года в деревне числилось 6 постоянных жителей. Почтовое отделение, расположенное в деревне Дюдьково, обслуживает в деревне Купалино 11 домов.